# Glória (Aveiro)
Glória ist eine ehemalige Gemeinde im portugiesischen Kreis Aveiro und ein Stadtteil der Stadt Aveiro. Die ehemalige Gemeinde hatte eine Fläche von 6,8 km² und 9053 Einwohner (Stand 30. Juni 2011).
Am 29. September 2013 wurden die Gemeinden Glória und Vera Cruz zur neuen Gemeinde União das Freguesias de Glória e Vera Cruz zusammengefasst.

## Kultur und Sehenswürdigkeiten

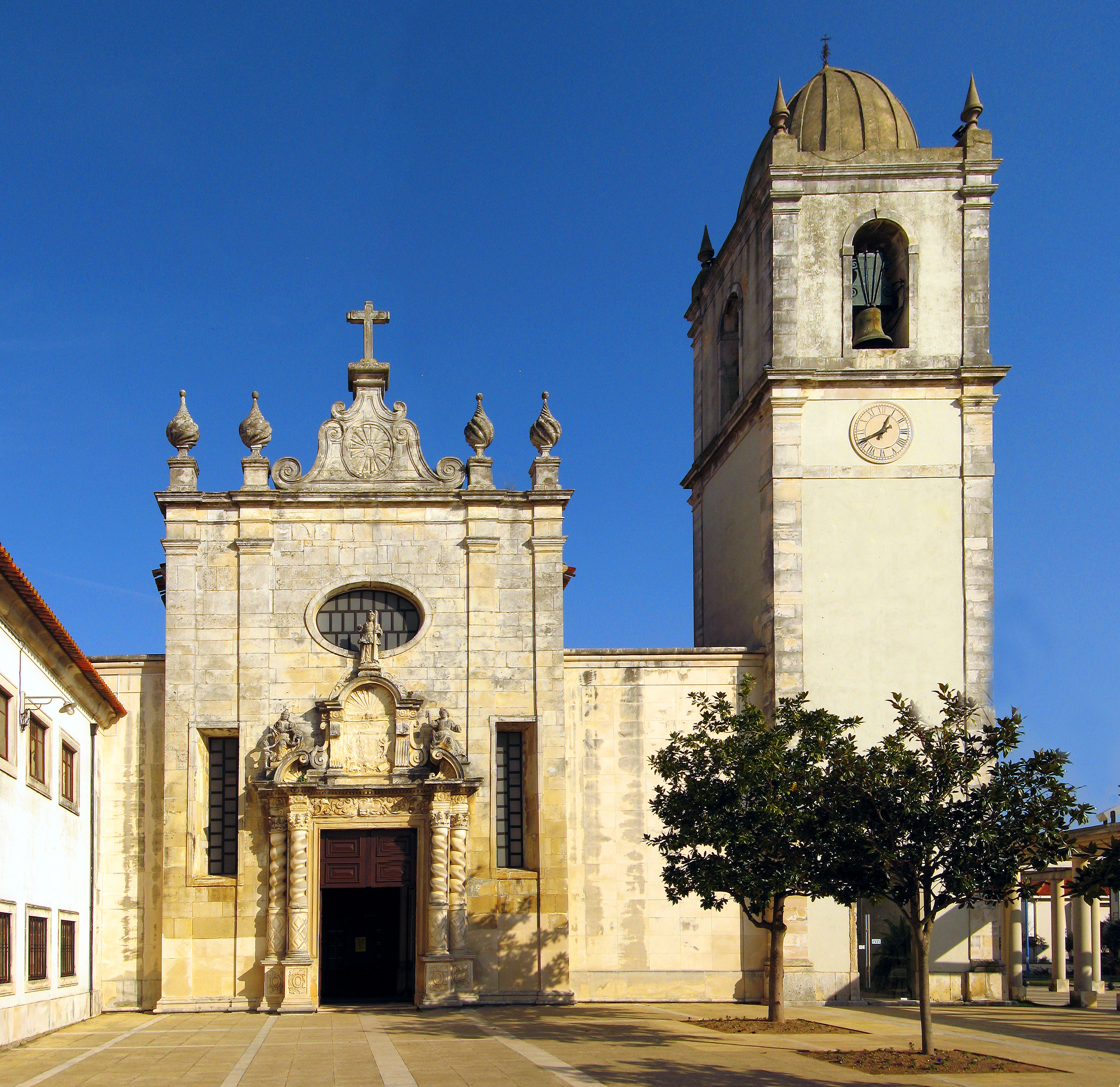
Kathedrale Aveiros in Glória

In diesem zentralen Stadtteil von Aveiro befinden sich die Kathedrale São Domingos, das Museum und das Theater der Stadt Aveiro.